# Seediq (jazyk)
Seediq (též taroko nebo truku) je tchajwanský domorodý jazyk, který používají příslušníci kmenů Seediq a Taroko v horských oblastech severního Tchaj-wanu. Patří do velké jazykové rodiny austronéských jazyků, v rámci kterých se řadí pod severní formosanské jazyky a atalayické jazyky. Podle odhadu Ethnologue měl tento jazyk v roce 2008 okolo 20 000 mluvčích. Je to jeden ze tří domorodých tchajwanských jazyků, který má vlastní jazykovou verzi Wikipedie.

## Dialekty
Seediq má 3 hlavní dialekty. Každým dialektem mluví jiný kmen. Seediq má tyto dialekty:
- Truku
- Toda
- Tgdaya

## Ukázka
Základní číslovky v jazyce seediq:
1. kingal
2. deha
3. teru
4. sepat
5. rima
6. mataru
7. mpitu
8. maspat
9. mengari
10. maxal

Ukázka textu v jazyce seediq:
Smkuxul ku musa muuyas ka yaku. Slluhe jiyuga, muuyas, muuyas uyas ma kmeeki. Mqaras ku klaali ka yaku. Meniq ku sapah, tama bubu mu, ma qbsuran mu rseno, swai mu mqedil, smkuxul mbahang uyas mu ma, qmita keeki mu kana dheya.
Český překlad:
Rád chodím do školy a učím se kreslit, číst, zpívat a tancovat. Každý den jsem velice šťastný. Obrázek, který jsem nakreslil byl nádherný. Také čtu hodně knih a učitel mě má moc rád. Doma můj otec, moje matka, moje sestra a můj bratr rádi poslouchají jak zpívám a u toho tancuji.